# Wielstel

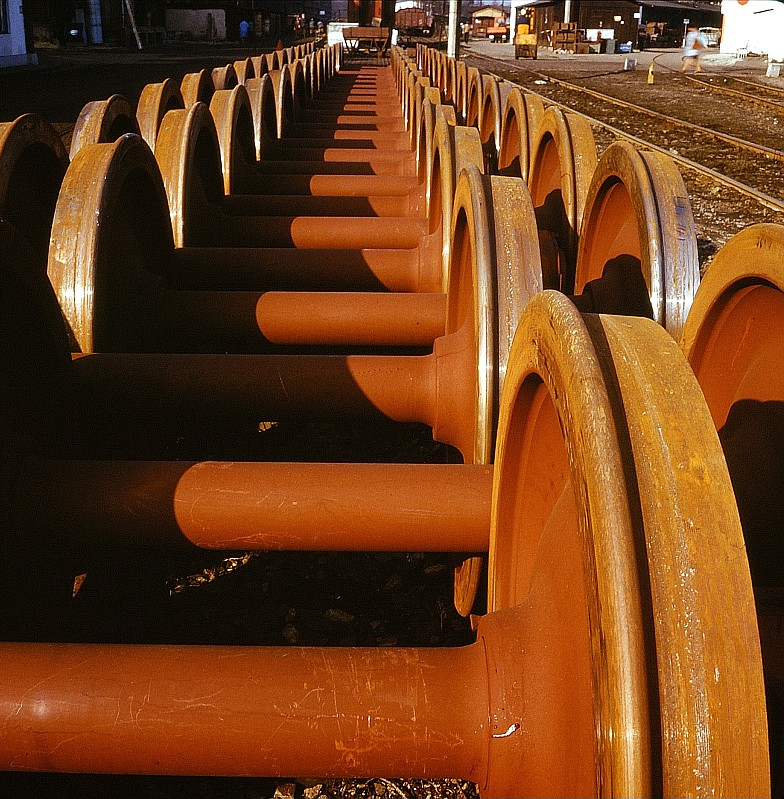
Wielstellen van treinen

Een wielstel is een aantal wielen die met elkaar verbonden zijn, bijvoorbeeld met een as.

## Toepassingen

### Spoorwegen
Een wielstel bij de spoorwegen bestaat uit twee wielen met een as. Deze zijn star aan elkaar verbonden, wat betekent dat de wielen en de as niet ten opzichte van elkaar kunnen draaien zoals bij een wegvoertuig met een differentieel in de aangedreven as. Een spoorwiel heeft een conisch oppervlak, waardoor een wielstel de neiging krijgt het spoor te volgen. Spoorwielen hebben aan de binnenzijde een opstaande rand, een 'flens'. De flenzen houden het wielstel in het spoor als het wielstel een boog in het spoor onvoldoende volgt, wat het geval kan zijn bij wissels en scherpe bogen.
Vaak worden twee wielstellen ondergebracht in één draaistel.
Een spoorwiel kan uit één stuk bestaan, of uit twee delen. Een spoorwiel dat uit één geheel bestaat is een volwiel. In andere gevallen is er een 'wielband' om het wiel gekrompen. Een risico daarbij is het wiel in de wielband kan gaan draaien. Dat veroorzaakt slijtage, waardoor de wielband uiteindelijk van het wiel kan afschuiven. Om verdraaiingen zichtbaar te maken worden spoorwielen met wielbanden voorzien van enkele witte strepen dwars op de scheiding tussen wiel en wielband.

### Luchtvaart
Het landingsgestel of onderstel van een vliegtuig bestaat uit meestal uit drie delen. Twee ter hoogte van de vleugels, en een neus- of staartwiel. Als de delen van een landingsgestel meer dan een wiel hebben hebben, dan spreken we van wielstellen. Vliegtuigen met meer dan drie wielstellen komen ook voor. Een Boeing 747 heeft bijvoorbeeld vijf wielstellen, een neuswielstel met twee wielen en ter hoogte van de vleugels vier wielstellen naast elkaar, elk met vier wielen.

### Deuren, luiken en lades
Een wielstel kan ook gebruikt worden om een schuifdeur of een lade soepel te laten lopen.

### Transport
Een specifieke constructie met wielen om zwaar gereedschap of ander zwaar voorwerp te verplaatsen. Bijvoorbeeld een wielstel voor een trilplaat.
Bij weg-, terrein- en landbouwvoertuigen wordt de term dubbellucht gebruikt om meervoudige wielen aan te duiden, ook als het niet over luchtbanden gaat en ook als er drie of meer wielen aan elke zijde van de as zitten. De benaming wielstel kan dan een andere betekenis krijgen: de groep wielen aan één einde van de as. Uit de context moet blijken wat er bedoeld wordt.